# Isländische Fußballmeisterschaft 1921
Die isländische Fußballmeisterschaft 1921 war die zehnte Spielzeit der höchsten isländischen Fußballliga.
Der Titel ging nach zwei Jahren Unterbrechung wieder an den damaligen Rekordmeister Fram Reykjavík.

## Abschlusstabelle
| Pl. | Verein                 | Sp. | S | U | N | Tore    | Quote | Punkte |
| --- | ---------------------- | --- | - | - | - | ------- | ----- | ------ |
| 1.  | Fram Reykjavík         | 2   | 2 | 0 | 0 | 010:100 | 10,00 | 04:0   |
| 2.  | Víkingur Reykjavík (M) | 2   | 1 | 0 | 1 | 003:600 | 0,50  | 02:20  |
| 3.  | KR Reykjavík           | 2   | 0 | 0 | 2 | 003:900 | 0,33  | 0:40   |

| (M) | amtierender isländischer Meister |

### Kreuztabelle
Die Kreuztabelle stellt die Ergebnisse aller Spiele dieser Saison dar. Die Heimmannschaft ist in der ersten Spalte aufgelistet, die Gastmannschaft in der obersten Reihe. Die Ergebnisse sind immer aus Sicht der Heimmannschaft angegeben.
| 1921               | Fram Reykjavík | Víkingur Reykjavík | KR Reykjavík |
| Fram Reykjavík     |                | 4:0                | 6:1          |
| Víkingur Reykjavík | –              |                    | 3:2          |
| KR Reykjavík       | –              | –                  |              |